# II. Teodor kopt pápa
II. Teodor, görögösen Theodórosz, koptul II. Tavadrosz (arabul تواضروس الثاني), eredeti nevén Vagíh Szobhi Báki Szulejmán (arab írással وجيه صبحي باقي سليمان, Manszúra, Egyiptom, 1952. november 4. –) a 118. kopt pápa 2012-től.

## Élete
Az Alexandriai Egyetemen tanult gyógyszerészként. 1985-ben úgy döntött pap lesz, majd szerzetessé lett 1989. december 23-án és 1997-ben vált püspökké.

## Pápa választás
Azért kellett új pápát választani, mert III. Senuda kopt pápa elhunyt. Pápává választásakor 2400 ember három jelöltet választott ki, Rafael atyát, Rafael püspököt és Tavadroszt. Rafael püspök kapta a legtöbb szavazatot 1980-t, Tavadrosz 1623 és Rafael atya 1530-at. A választás az alexandriai Szent Márk-katedrálisban zajlott. Ennek a három jelöltnek a nevét tették be egy üvegurnába, majd egy bekötött szemű fiú vette ki az ő nevét.
Hivatalba iktatása 2012. november 18-án volt. A beiktatáson részt vett az egyiptomi miniszterelnök is.